# Natação nos Jogos Olímpicos de Verão da Juventude de 2010 - 200 m livre masculino
As provas dos 200 metros livre masculino da natação nos Jogos Olímpicos de Verão da Juventude de 2010 foram realizadas no dia 16 de agosto, na Escola dos Desportos, em Cingapura. 46 nadadores estavam inscritos neste evento.

## Medalhistas
| Ouro   | RUS Andrey Ushakov    |
| Prata  | VEN Cristian Quintero |
| Bronze | CAN Jeremy Bagshaw    |

## Eliminatórias

### Eliminatória 1
| Pos. | Raia | Nome                       | País                | Tempo   | Notas      |
| ---- | ---- | -------------------------- | ------------------- | ------- | ---------- |
| 1    | 7    | Cristian Quintero          | VEN Venezuela       | 1:50.93 | Q          |
| 2    | 2    | Fedy Hannachi              | TUN Tunísia         | 1:58.64 |            |
| 3    | 4    | Jorge Masson               | ECU Equador         | 1:59.08 |            |
| 4    | 3    | Emmanuel Jean Marie Froget | MRI Maurício        | 2:02.98 |            |
| 5    | 5    | Henk Lowe                  | GUY Guiana          | 2:23.43 |            |
|      | 6    | Benjamin Gabbard           | ASA Samoa Americana |         | Não largou |

### Eliminatória 2
| Pos. | Raia | Nome                  | País               | Tempo   | Notas |
| ---- | ---- | --------------------- | ------------------ | ------- | ----- |
| 1    | 4    | Kar Meng Kevin Lim    | MAS Malásia        | 1:55.96 |       |
| 2    | 7    | Allan Gabriell Castro | HON Honduras       | 1:56.84 |       |
| 3    | 5    | Arren Xin Hui Quek    | SIN Singapura      | 1:57.62 |       |
| 4    | 1    | Kevin Ávila Soto      | GUA Guatemala      | 1:57.73 |       |
| 5    | 2    | Anton Sveinn McKee    | ISL Islândia       | 1:58.08 |       |
| 6    | 6    | Hazem Tashkandi       | KSA Arábia Saudita | 1:58.56 |       |
| 7    | 3    | Quinton Delie         | NAM Namíbia        | 1:59.83 |       |
| 8    | 8    | Oriol Cunat Rodriguez | AND Andorra        | 2:01.38 |       |

### Eliminatória 3
| Pos. | Raia | Nome             | País              | Tempo   | Notas |
| ---- | ---- | ---------------- | ----------------- | ------- | ----- |
| 1    | 3    | Matt Stanley     | NZL Nova Zelândia | 1:51.21 | Q     |
| 2    | 1    | Bertuğ Coşkun    | TUR Turquia       | 1:53.08 |       |
| 3    | 5    | Gustavo Santa    | POR Portugal      | 1:55.69 |       |
| 4    | 4    | Sebastián Arispe | PER Peru          | 1:55.95 |       |
| 5    | 7    | Yaraslau Pronin  | BLR Bielorrússia  | 1:56.30 |       |
| 6    | 6    | Aleksej Koštomaj | SLO Eslovênia     | 1:57.42 |       |
| 7    | 2    | Pavol Jelenák    | SVK Eslováquia    | 1:57.82 |       |
| 8    | 8    | Amr Mohamed      | EGY Egito         | 1:59.48 |       |

### Eliminatória 4
| Pos. | Raia | Nome                   | País           | Tempo   | Notas |
| ---- | ---- | ---------------------- | -------------- | ------- | ----- |
| 1    | 3    | Andrey Ushakov         | RUS Rússia     | 1:50.34 | Q     |
| 2    | 2    | Chad Bobrosky          | CAN Canadá     | 1:51.36 | Q     |
| 3    | 7    | Yong En Clement Lim    | SIN Singapura  | 1:52.17 |       |
| 4    | 6    | Justin James           | AUS Austrália  | 1:52.51 |       |
| 5    | 5    | Victor Rodrigues       | BRA Brasil     | 1:52.99 |       |
| 6    | 1    | Gustav Aberg Lejdstrom | SWE Suécia     | 1:54.25 |       |
| 7    | 4    | Raphael Stacchiotti    | LUX Luxemburgo | 1:55.23 |       |
| 8    | 8    | Kevin Leithold         | GER Alemanha   | 1:55.46 |       |

### Eliminatória 5
| Pos. | Raia | Nome           | País               | Tempo   | Notas |
| ---- | ---- | -------------- | ------------------ | ------- | ----- |
| 1    | 4    | Dai Jun        | CHN China          | 1:51.42 | Q     |
| 2    | 2    | Jeremy Bagshaw | CAN Canadá         | 1:51.42 | Q     |
| 3    | 3    | Jessie Lacuna  | PHI Filipinas      | 1:51.52 | Q     |
| 4    | 1    | Dion Dreesens  | NED Países Baixos  | 1:51.90 | Q     |
| 5    | 6    | Yeray Lebon    | ESP Espanha        | 1:53.53 |       |
| 6    | 7    | Steve Schmuhl  | USA Estados Unidos | 1:53.81 |       |
| 7    | 8    | Stefan Šorak   | SRB Sérvia         | 1:54.37 |       |
|      | 5    | Adrián Mantas  | ESP Espanha        |         | DNS   |

### Eliminatória 6
| Pos. | Raia | Nome                | País               | Tempo   | Notas      |
| ---- | ---- | ------------------- | ------------------ | ------- | ---------- |
| 1    | 1    | Chad le Clos        | RSA África do Sul  | 1:52.10 |            |
| 2    | 2    | Thomas Stephens     | USA Estados Unidos | 1:52.35 |            |
| 3    | 5    | Aaron Agnel D Souza | IND Índia          | 1:53.35 |            |
| 4    | 3    | Alessio Torlai      | ITA Itália         | 1:54.11 |            |
| 5    | 7    | Kin Tat Kent Cheung | HKG Hong Kong      | 1:54.15 |            |
| 6    | 6    | Pedro de Souza      | BRA Brasil         | 1:57.97 |            |
| 7    | 4    | Péter Bernek        | HUN Hungria        | 2:03.01 |            |
|      | 8    | Abdullah Altuwaini  | KUW Kuwait         |         | Não largou |

## Final
| Pos.              | Raia | Nome              | País              | Tempo   | Notas |
| ----------------- | ---- | ----------------- | ----------------- | ------- | ----- |
| Medalha de ouro   | 4    | Andrey Ushakov    | RUS Rússia        | 1:49.81 |       |
| Medalha de prata  | 5    | Cristian Quintero | VEN Venezuela     | 1:49.98 |       |
| Medalha de bronze | 7    | Jeremy Bagshaw    | CAN Canadá        | 1:50.67 |       |
| 4                 | 6    | Chad Bobrosky     | CAN Canadá        | 1:50.86 |       |
| 5                 | 3    | Matt Stanley      | NZL Nova Zelândia | 1:51.59 |       |
| 6                 | 2    | Dai Jun           | CHN China         | 1:51.66 |       |
| 7                 | 8    | Dion Dreesens     | NED Países Baixos | 1:51.76 |       |
| 8                 | 1    | Jessie Lacuna     | PHI Filipinas     | 1:51.95 |       |